# Quesnelia indecora
Quesnelia indecora är en gräsväxtart som beskrevs av Carl Christian Mez. Quesnelia indecora ingår i släktet Quesnelia och familjen Bromeliaceae. Inga underarter finns listade i Catalogue of Life.